# Christophel-Schuh (Deidesheim)

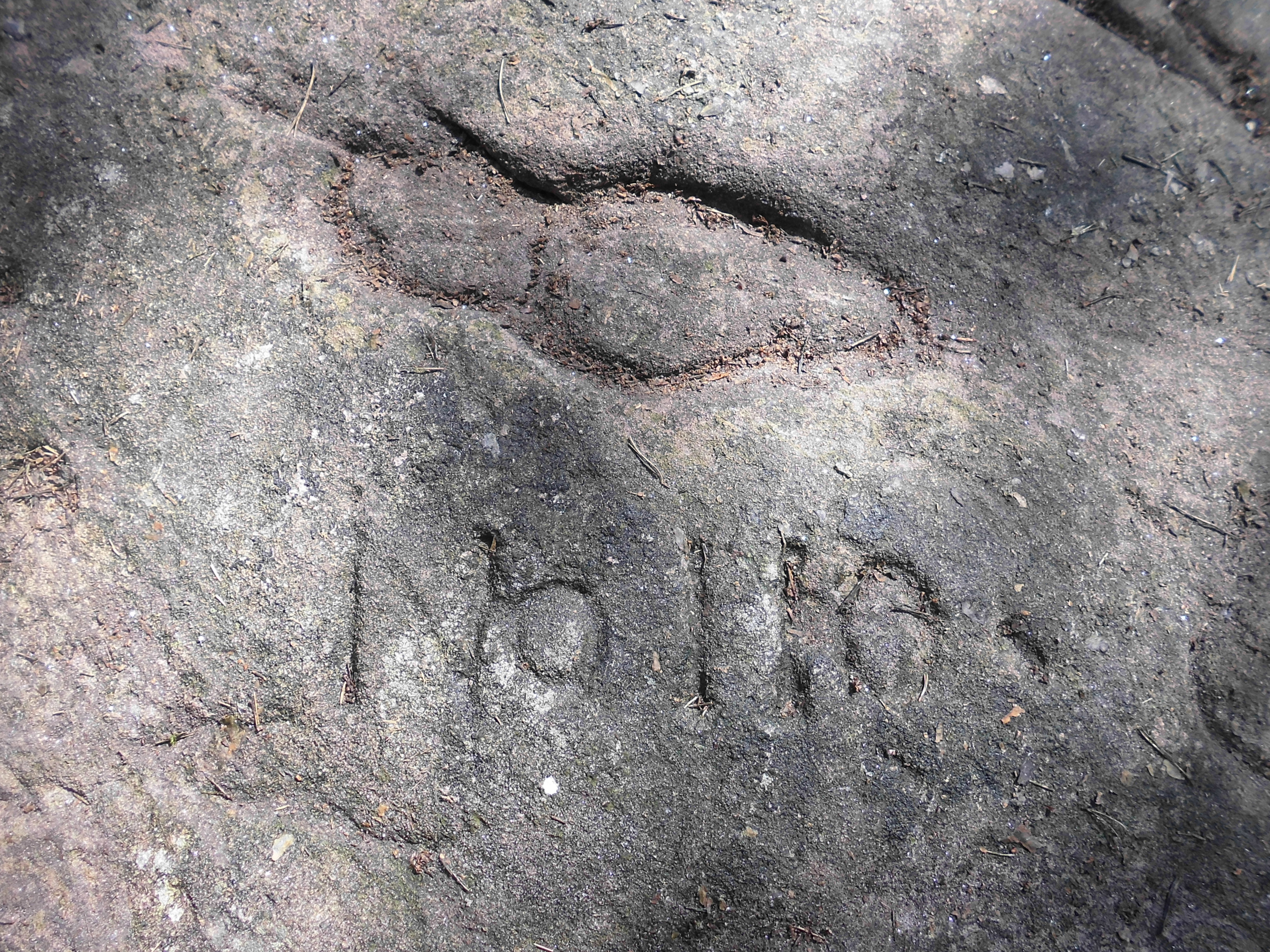
Schuhabdruck und Grenzsteinnummer

Der Christophel-Schuh, auch Weiberschuh genannt, ist ein Loogfels – ein Fels, auf dem spezielle Einkerbungen gemacht wurden, um eine Grenze zu bezeichnen. Er liegt auf der Gemarkungsgrenze der Landstädte Deidesheim und Wachenheim an der Weinstraße und ist in der Denkmalliste des Landes Rheinland-Pfalz als Einzeldenkmal eingetragen.

## Lage
Der Christophel-Schuh liegt im Pfälzerwald auf dem Vorderen Stoppelkopf (früher Geyersnest genannt). Er liegt auf der nördlichen Gemarkungsgrenze Deidesheims und der südlichen Gemarkungsgrenze Wachenheims, einige Meter abseits von Wanderwegen und ist im Unterholz verborgen. Etwa 1 km nordöstlich liegt der Kurpfalzpark.
Es gibt einen weiteren Stein in der Nähe auf dem Eckkopf, der ebenfalls Christophel-Schuh (auch „Großer Schuh“) genannt wird. Dabei handelt es sich jedoch vermutlich nicht um einen Grenzstein, sondern um einen Wegweiser.

## Bezeichnungen

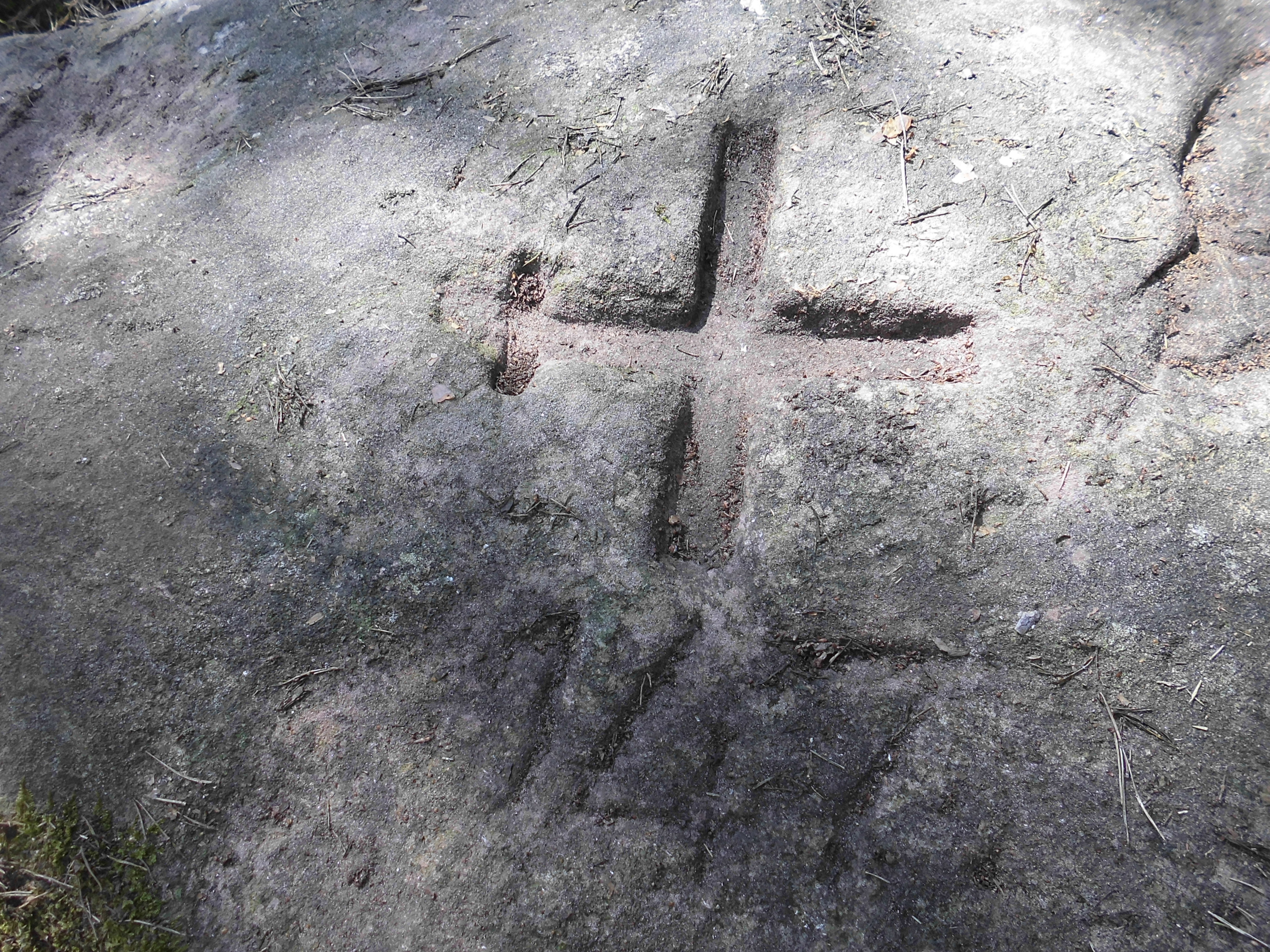
Deidesheimer Waldloogzeichen und Grenzsteinnummer

Auf dem Stein sind folgende Zeichen eingelassen:
- Das um einen kleinen Querbalken erweiterte Kreuz ist das Deidesheimer Waldloogzeichen
- Das einfache Kreuz ist das Wachenheimer Loogzeichen
- Der Buchstabe h ist ein Nummerierungsbuchstabe
- Der Buchstabe W steht für Wachenheim
- No 110 ist eine Wachenheimer Grenzsteinnummer
- 147 ist eine Deidesheimer Grenzsteinnummer
- Ein Fußumriss; nach diesem ist der Stein benannt: In einer Beschreibung der Grenzsteine und Loogfelsen Deidesheims aus dem Jahr 1747 wurde er als Christophel-Schuh bezeichnet („Nota: Der Stein mit dem Weiberschuh wird der Christophel-Schuh gen.“). Schuhabdrücke sind auch auf anderen Grenzsteinen in der näheren Umgebung zu finden, zum Beispiel beim Pfannenstein. Sie weisen in die Richtung, in welche die Grenze verläuft. Sie bedeuten: „Hier sind wir gegangen; hier gilt unser Recht!“.